# Studzieniec (powiat płocki)
Studzieniec – wieś w Polsce, położona w województwie mazowieckim, w powiecie płockim, w gminie Słubice, powstała 1 stycznia 2003 z połączenia wydzielonych wówczas z wsi Łaziska jej części: Studzieniec Pierwszy i Studzieniec Drugi.
W skład sołectwa Łaziska wchodzą wsie Łaziska, Bończa i Studzieniec.
Prywatna wieś szlachecka  położona była w drugiej połowie XVI wieku w powiecie gąbińskim ziemi gostynińskiej województwa rawskiego.
We wsi znajduje się ruina pałacu z końca XVIII wieku,  zbudowanego przez Skarżyńskich herbu Bończa. 